# ماتسودایرا کیویاسو

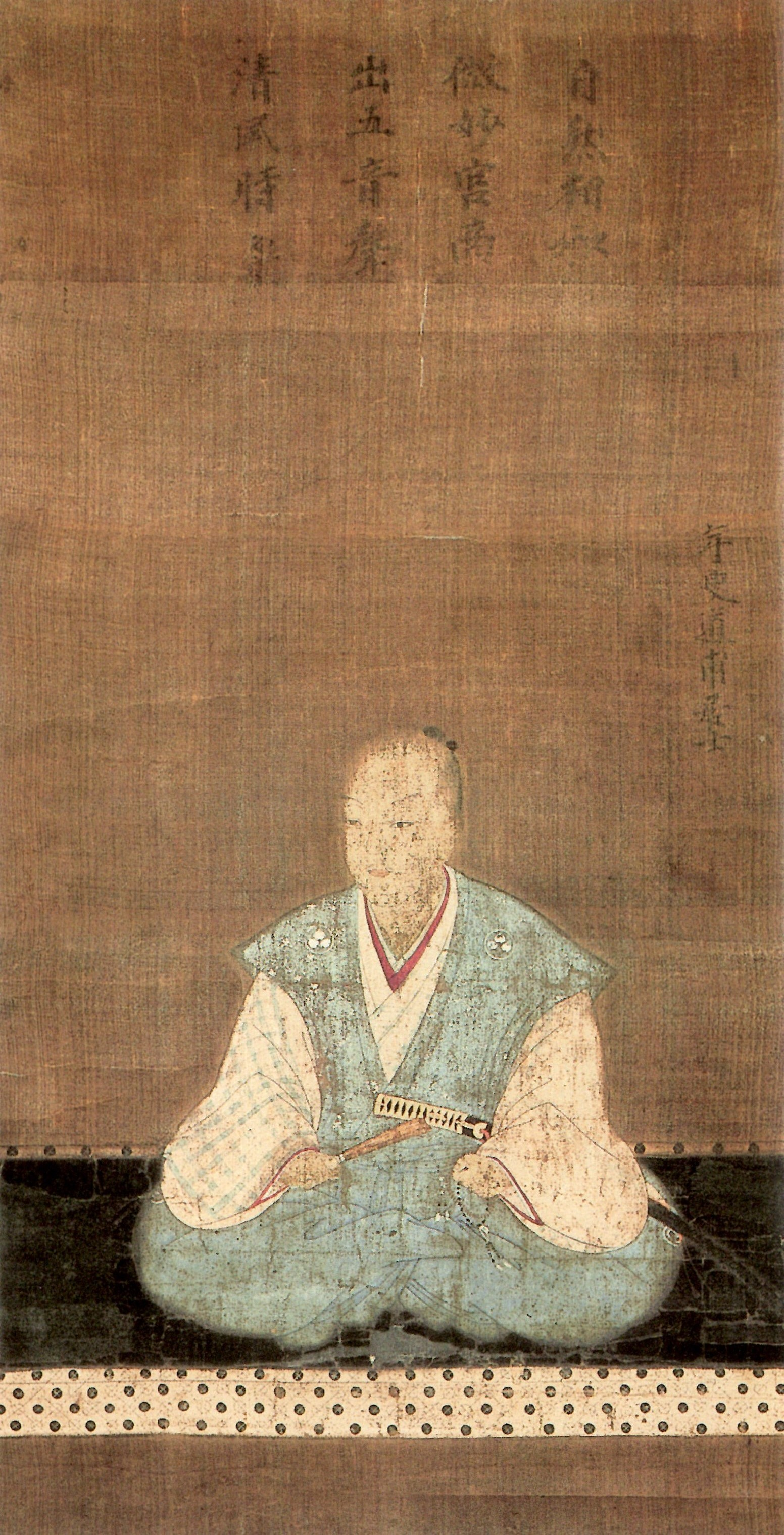
ماتسودایرا کیویاسو، رهبر خاندان ماتسودایرا

ماتسودایرا کیویاسو (به ژاپنی: 松平 清康) (۱۵۱۱ – ۱۵۳۶ میلادی) هفتمین رهبر خاندان ماتسودایرا در دوره سنگوکو بود. او همچنین پدر بزرگ توکوگاوا ایه‌یاسو بود. قلعه اوکازاکی به دستور او ساخته شد.